# Тогиан (острова)

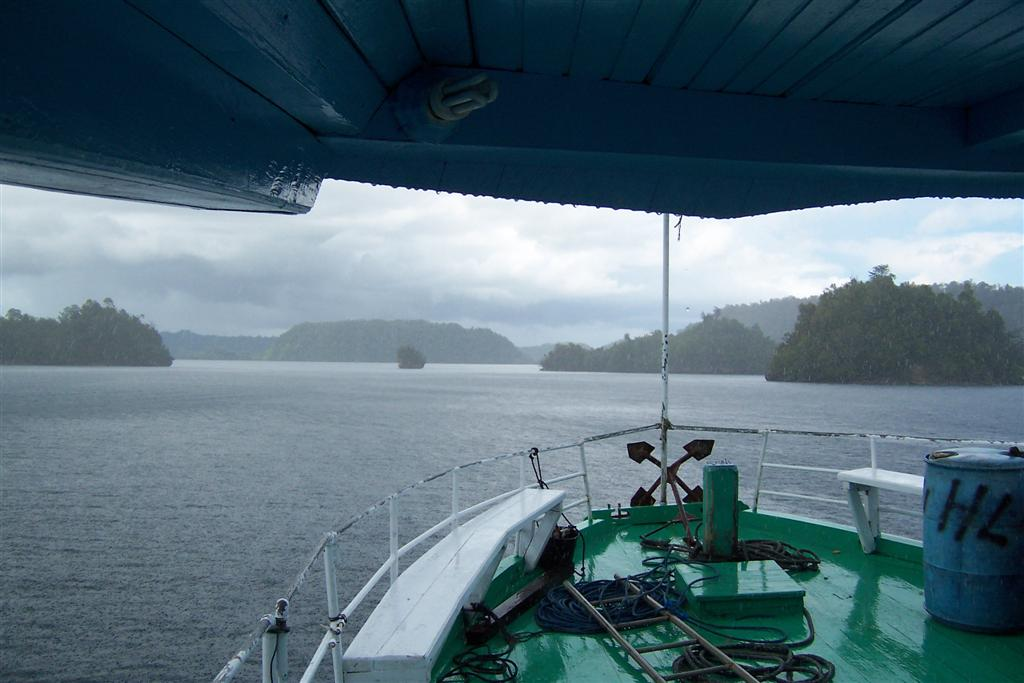
Вид на острова с моря.

Тогиан, или Черепашьи (индон. Togean) — архипелаг в Индонезии к востоку от острова Сулавеси. Расположен в заливе Томини между сулавесийскими полуостровами Минахаса и Восточным. Состоит из 56 островов, крупнейшими из которых являются Батудака, Тогиан, Талата-Кох и Унауна.
В административном плане относится к провинции Центральный Сулавеси. На островах имеется 59 деревень, из них одна заселена народом баджо, более известных как «морские цыгане».

## Административная принадлежность
В административном плане острова входят в состав округа Тоджо-Унауна провинции Центральный Сулавеси. До 2010 года территория архипелага составляла один одноимённый район, затем была разделена на четыре района. В 2014 году было выделено еще два района. Они приведены в таблице ниже с указанием их площадей и населения по переписям 2010 и 2020 годов вместе с оценочными данными на середину 2021 года В таблице также указаны районные административные центры, количество поселений в каждом районе и его почтовый индекс.
| Название        | Площадь км² | Население 2010 | Население 2020 | Население (2021, оценка) | Административный центр | Кол-во поселений | Почтовый индекс |
| --------------- | ----------- | -------------- | -------------- | ------------------------ | ---------------------- | ---------------- | --------------- |
| Унауна          | 146,16      | 12 455         | 8 236          | 8 315                    | Вакаи                  | 11               | 94690           |
| Батудака        | 151,91      | [ a ]          | 5 796          | 5 858                    | Моловагу               | 9                | 94690 & 94691   |
| Тогиан          | 229,51      | 9 160          | 10 734         | 10 889                   | Лебитии                | 16               | 94686           |
| Валеа-Кепулауан | 67,60       | 10 065         | 5 568          | 5 608                    | Пополии                | 9                | 94694           |
| Валеа-Бесар     | 84 51       | 3 851          | 4 629          | 4 705                    | Пасокани               | 8                | 94693           |
| Талата-Кох      | 83,64       | [ b ]          | 6 471          | 6 597                    | Калиай                 | 6                | 94692           |
| Всего           | 763,33      | 35 531         | 41 434         | 41 972                   |                        | 59               |                 |

1. ↑  По данным переписи 2010 года население района Батудака было включено в данные по району Унауна, частью которого он был
2. ↑  Население округа Талатако по переписи 2010 года включено в данные по округу Валеа-Кепулауан, частью которого он был.

## Природа
Сформированные в результате вулканической активности, острова покрыты тропическим лесом и окружены коралловыми рифами, которые обеспечивают среду обитания и места размножения черепах бисса, зелёных черепах и дюгоней. В лесах островов обитают тонкские макаки. К животным, эндемичным для островов, относятся тогийская бабируса и тогийская ястребиная сова, обнаруженная в 1999 году. Тогийская белоглазка, ещё один эндемичный вид птиц, была описана в 2008 году. Также на островах Тогиан встречаются неядовитые медузы, уникальная среди них — медуза с маленькими красными пятнами. 

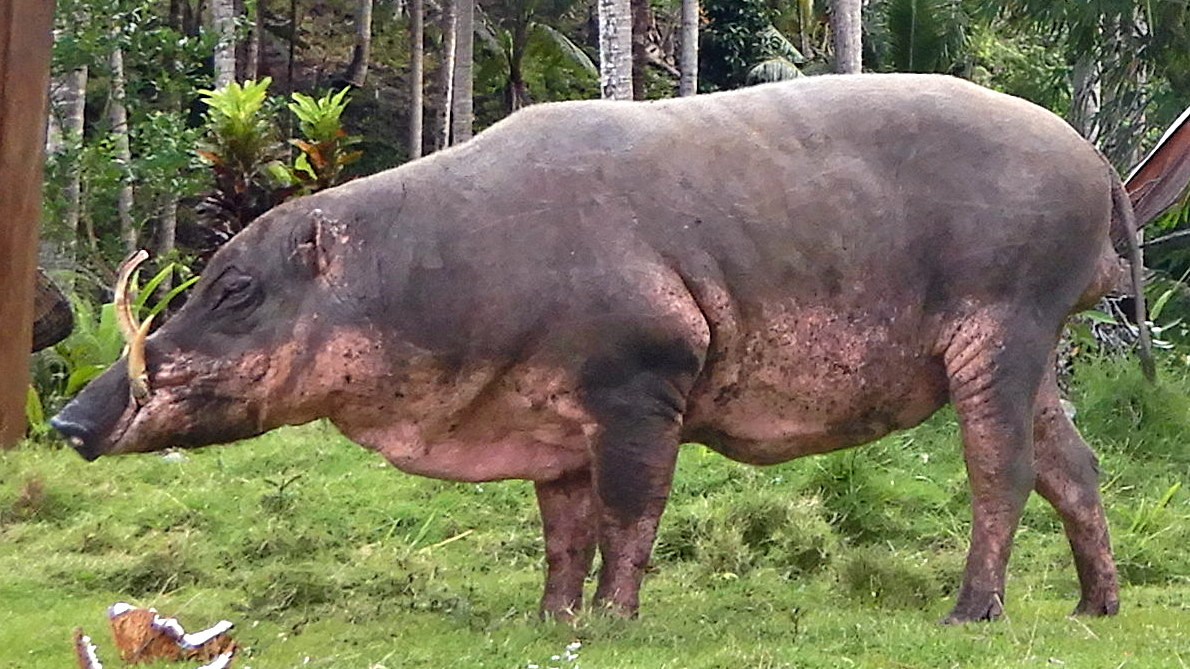
Тогийская бабируса.

## Национальный парк
В 2004 году правительство Индонезии учредило на части Тогианских островов национальный парк, состоящий из 292 000 га морской акватории (включая 132 000 га кораллового рифа, который является крупнейшим в Индонезии), 70 000 га земли и 10 659 га резервации лесов и мангровых зарослей.